# Dujardin-kúria
A gyulatelki Dujardin-kúria műemlék épület Romániában, Kolozs megyében. A romániai műemlékek jegyzékében a CJ-II-m-B-07572 sorszámon szerepel.

## Története
Az udvarház a 18. században épült. Dujardin III. Ferencné Bethleni Bethlen Ilona 1748. október 9-én kelt végrendeletében megemlíti, hogy azt fia kiházasításakor neki adta. (A fiú, báró Dujardin József, kegyetlenkedéseiről vált hírhedtté.)
Az udvarház 2010-ben elhagyatott, romos állapotban volt; korábban általános iskola működött benne.